# ユハ・ヤンフネン
ユハ・ヤンフネン（Juha Janhunen、1952年2月12日 - ） は、フィンランドの言語学者。

## 概要
北アジア（シベリア）の言語であるウラル語族、アルタイ諸語に広く関心をもって研究しており、1994年にヘルシンキ大学東アジア学研究室の教授に着任した。サモエード諸語やen:Khamnigan Mongol語のフィールドワークを行ってきた。最近では遼の碑文から発見された契丹小字に関する著作を中国人学者と共同で出版した。また、「アルタイ語族」仮説を批判している。
日本語の起源についても著作があり、先日本祖語(Pre-Proto Japanese)はシナ語派と同様の類型論的特徴（単音節の声調言語）を持っていた山東半島近くの沿岸にいた東夷の一種の言語であり、朝鮮半島に進入して、そこで高句麗語のような言語と接触してアルタイ語的な類型論的特徴を獲得した後、九州から日本に入ったという仮説を提出している。

## 主な研究
- Juha Janhunen (ed.) (2003). The Mongolic languages. London: Routledge.
- Juha Janhunen (2005). Khamnigan Mongol. Munich: Lincom Europa.
- Wu Yingzhe and Juha Janhunen (2010). New Materials on the Khitan Small Script: A Critical Edition of Xiao Dilu and Yelü Xiangwen. Folkestone, Kent: Global Oriental.
- Juha A. Janhunen (2012). Mongolian. Amsterdam/Philadelphia: John Benjamins.